# HMS Carysfort (1914)
«Керісфорт» (англ. HMS Carysfort (1914) — військовий корабель, легкий крейсер типу «C» підкласу «Керолайн» Королівського військово-морського флоту Великої Британії часів Першої світової війни.
«Керісфорт» був закладений 25 лютого 1914 року на верфі компанії Pembroke Dock у Пембрукі. 14 листопада 1914 року спущений на воду, а у червні 1915 року увійшов до складу Королівських ВМС Великої Британії.
«Керісфорт» був одним з шести кораблів підкласу «Кароліна». Під час війни корабель входив до складу Великого флоту, Гарвічського з'єднання та Дуврського патруля і служив флагманом протягом частини війни. Його єдиним відомим боєм був короткий бій з німецькими торпедними катерами в Ла-Манші, хоча він дуже активно патрулював Північне море і безуспішно шукав німецькі кораблі. Після війни «Керісфорт» був приписаний до складу Домашнього та Атлантичного флотів, а під час Чанацької кризи 1922-23 років його відправили на Середземноморський флот для підтримки британських інтересів у Туреччині. У 1922 році він патрулював біля ірландського узбережжя під час громадянської війни в Ірландії. Після повернення додому в 1923 році корабель був виведений в резерв і, окрім переправлення військ за кордон, залишався в резерві, поки не був проданий на металобрухт в 1931 році.

## Історія служби
21 січня 1925 року у складі угруповання Королівського флоту корабель брав участь у спільних навчаннях з бомбардувальниками Королівських ПС. Група з легких крейсерів «Каледон», «Калліопа», «Керісфорт» та «Кюрасоа», лінійних крейсерів «Худ» і «Ріпалс», а також лінкорів «Раміліз», «Резолюшн», «Рівендж», «Роял Оак» і «Роял Соверін» вели вогонь по списаному британському лінкору «Монарх» як цілі за 50 морських миль (93 км) на південь від островів Сіллі.